# جينيفر غاتي
جينيفر غاتي (بالإنجليزية: Jennifer Gatti)‏ هي ممثلة أمريكية، ولدت في 4 أكتوبر 1968 في مانهاتن في الولايات المتحدة.

## وصلات خارجية
- جينيفر غاتي على موقع IMDb (الإنجليزية)
- جينيفر غاتي على موقع قاعدة بيانات الفيلم (الإنجليزية)